# Zprávy z regionů
Zprávy z regionů jsou český televizní pořad vysílaný od roku 2021 na CNN Prima News.
Pořad je živě vysílán od února 2021 každý všední den od 16.55 na CNN Prima News, moderuje jej Markéta Fialová. Zprávy z regionů vznikají ve spolupráci s Mladou frontou Dnes a Deníkem, jejichž krajské redakce některé reportáže pořadu připravují. Spolu s Krimi zprávami tvoří relace podvečerní zpravodajský blok CNN Prima News.